# Lista över fornlämningar i Linköpings kommun (Skeda)
Lista över fornlämningar i Linköpings kommun (Skeda) är en förteckning av ett urval av de fornlämningar som finns i Skeda i Linköpings kommun.
| Namn                 | Lämningstyp    | Tillkomsttid | Historisk indelning | Plats | Läge                 | ID-nr          | Bild                                      |
| -------------------- | -------------- | ------------ | ------------------- | ----- | -------------------- | -------------- | ----------------------------------------- |
| Skeda 4:1            | Stensättning   |              | Skeda, Östergötland |       | 58.350881, 15.594873 | 10048900040001 | Ladda upp en bild av detta fornminne      |
| Skeda 4:2            | Stensättning   |              | Skeda, Östergötland |       | 58.350899, 15.595139 | 10048900040002 | Ladda upp en bild av detta fornminne      |
| Skeda 5:1            | Stensättning   |              | Skeda, Östergötland |       | 58.350275, 15.601754 | 10048900050001 | Ladda upp en bild av detta fornminne      |
| Skeda 6:1            | Stensättning   |              | Skeda, Östergötland |       | 58.350283, 15.597971 | 10048900060001 | Ladda upp en bild av detta fornminne      |
| Skeda 6:2            | Stensättning   |              | Skeda, Östergötland |       | 58.350211, 15.597787 | 10048900060002 | Ladda upp en bild av detta fornminne      |
| Skeda 6:3            | Stensättning   |              | Skeda, Östergötland |       | 58.350114, 15.597947 | 10048900060003 | Ladda upp en bild av detta fornminne      |
| Skeda 6:4            | Stensättning   |              | Skeda, Östergötland |       | 58.349931, 15.598029 | 10048900060004 | Ladda upp en bild av detta fornminne      |
| Skeda 7:1            | Runristning    |              | Skeda, Östergötland |       | 58.347486, 15.601351 | 10048900070001 | Ladda upp en till bild av detta fornminne |
| Skeda 9:1            | Gravfält       |              | Skeda, Östergötland |       | 58.346658, 15.602574 | 10048900090001 | Ladda upp en till bild av detta fornminne |
| Skeda 11:1           | Runristning    |              | Skeda, Östergötland |       | 58.345188, 15.607473 | 10048900110001 | Ladda upp en till bild av detta fornminne |
| Skeda 14:1           | Stensättning   |              | Skeda, Östergötland |       | 58.340908, 15.598315 | 10048900140001 | Ladda upp en bild av detta fornminne      |
| Skeda 15:1           | Stensättning   |              | Skeda, Östergötland |       | 58.340692, 15.596204 | 10048900150001 | Ladda upp en bild av detta fornminne      |
| Skeda 15:2           | Stensättning   |              | Skeda, Östergötland |       | 58.340261, 15.596344 | 10048900150002 | Ladda upp en bild av detta fornminne      |
| Skeda 16:1           | Gravfält       |              | Skeda, Östergötland |       | 58.344150, 15.545824 | 10048900160001 | Ladda upp en bild av detta fornminne      |
| Skeda 24:1           | Gravfält       |              | Skeda, Östergötland |       | 58.339874, 15.567945 | 10048900240001 | Ladda upp en bild av detta fornminne      |
| Skeda 26:1           | Stensättning   |              | Skeda, Östergötland |       | 58.326539, 15.557779 | 10048900260001 | Ladda upp en bild av detta fornminne      |
| Skeda 26:2           | Stensättning   |              | Skeda, Östergötland |       | 58.326630, 15.557622 | 10048900260002 | Ladda upp en bild av detta fornminne      |
| Skeda 26:3           | Stensättning   |              | Skeda, Östergötland |       | 58.326775, 15.556939 | 10048900260003 | Ladda upp en bild av detta fornminne      |
| Skeda 26:4           | Stensättning   |              | Skeda, Östergötland |       | 58.326701, 15.556725 | 10048900260004 | Ladda upp en bild av detta fornminne      |
| Skeda 26:5           | Stensättning   |              | Skeda, Östergötland |       | 58.326951, 15.557178 | 10048900260005 | Ladda upp en bild av detta fornminne      |
| Skeda 26:6           | Stensättning   |              | Skeda, Östergötland |       | 58.327127, 15.557723 | 10048900260006 | Ladda upp en bild av detta fornminne      |
| Skeda 29:1           | Gravfält       |              | Skeda, Östergötland |       | 58.343292, 15.585503 | 10048900290001 | Ladda upp en bild av detta fornminne      |
| Skeda 30:1           | Stensättning   |              | Skeda, Östergötland |       | 58.329545, 15.541741 | 10048900300001 | Ladda upp en bild av detta fornminne      |
| Skeda 30:2           | Stensättning   |              | Skeda, Östergötland |       | 58.329590, 15.541870 | 10048900300002 | Ladda upp en bild av detta fornminne      |
| Skeda 31:1           | Stensättning   |              | Skeda, Östergötland |       | 58.329233, 15.541647 | 10048900310001 | Ladda upp en bild av detta fornminne      |
| Skeda 34:1           | Stensättning   |              | Skeda, Östergötland |       | 58.326645, 15.549371 | 10048900340001 | Ladda upp en bild av detta fornminne      |
| Skeda 34:2           | Stensättning   |              | Skeda, Östergötland |       | 58.327052, 15.549375 | 10048900340002 | Ladda upp en bild av detta fornminne      |
| Skeda 35:1           | Gravfält       |              | Skeda, Östergötland |       | 58.334624, 15.562605 | 10048900350001 | Ladda upp en bild av detta fornminne      |
| Skeda 37:1           | Stensättning   |              | Skeda, Östergötland |       | 58.332646, 15.530400 | 10048900370001 | Ladda upp en bild av detta fornminne      |
| Skeda 42:1           | Stensättning   |              | Skeda, Östergötland |       | 58.315549, 15.528134 | 10048900420001 | Ladda upp en bild av detta fornminne      |
| Skeda 47:1           | Stenkammargrav |              | Skeda, Östergötland |       | 58.306090, 15.587362 | 10048900470001 | Ladda upp en bild av detta fornminne      |
| Skeda 52:1           | Gravfält       |              | Skeda, Östergötland |       | 58.345640, 15.608326 | 10048900520001 | Ladda upp en till bild av detta fornminne |
| Borgarö (Skeda 59:1) | Fornborg       |              | Skeda, Östergötland |       | 58.307078, 15.525899 | 10048900590001 | Ladda upp en bild av detta fornminne      |
| Skeda 60:1           | Stensättning   |              | Skeda, Östergötland |       | 58.328869, 15.546422 | 10048900600001 | Ladda upp en bild av detta fornminne      |
| Skeda 74:1           | Stensättning   |              | Skeda, Östergötland |       | 58.340503, 15.602598 | 10048900740001 | Ladda upp en bild av detta fornminne      |
| Skeda 80:1           | Stensättning   |              | Skeda, Östergötland |       | 58.339681, 15.603800 | 10048900800001 | Ladda upp en bild av detta fornminne      |
| Skeda 84:1           | Stensättning   |              | Skeda, Östergötland |       | 58.332189, 15.527608 | 10048900840001 | Ladda upp en bild av detta fornminne      |
| Skeda 92:1           | Stensättning   |              | Skeda, Östergötland |       | 58.312219, 15.540348 | 10048900920001 | Ladda upp en bild av detta fornminne      |
| Skeda 92:2           | Stensättning   |              | Skeda, Östergötland |       | 58.312120, 15.540236 | 10048900920002 | Ladda upp en bild av detta fornminne      |
| Skeda 93:1           | Stensättning   |              | Skeda, Östergötland |       | 58.315923, 15.525944 | 10048900930001 | Ladda upp en bild av detta fornminne      |
| Skeda 96:1           | Stensättning   |              | Skeda, Östergötland |       | 58.315018, 15.505363 | 10048900960001 | Ladda upp en bild av detta fornminne      |
| Skeda 98:1           | Stensättning   |              | Skeda, Östergötland |       | 58.314837, 15.539869 | 10048900980001 | Ladda upp en bild av detta fornminne      |
| Skeda 102:1          | Stensättning   |              | Skeda, Östergötland |       | 58.331513, 15.529528 | 10048901020001 | Ladda upp en bild av detta fornminne      |
| Skeda 105:1          | Stensättning   |              | Skeda, Östergötland |       | 58.334574, 15.532738 | 10048901050001 | Ladda upp en bild av detta fornminne      |
| Skeda 111:1          | Stensättning   |              | Skeda, Östergötland |       | 58.343488, 15.587193 | 10048901110001 | Ladda upp en bild av detta fornminne      |
| Skeda 118:1          | Stensättning   |              | Skeda, Östergötland |       | 58.300157, 15.552946 | 10048901180001 | Ladda upp en bild av detta fornminne      |
| Skeda 118:2          | Stensättning   |              | Skeda, Östergötland |       | 58.300059, 15.552865 | 10048901180002 | Ladda upp en bild av detta fornminne      |
| Skeda 134:1          | Stensättning   |              | Skeda, Östergötland |       | 58.327422, 15.557016 | 10048901340001 | Ladda upp en bild av detta fornminne      |
| Skeda 134:2          | Stensättning   |              | Skeda, Östergötland |       | 58.327625, 15.556791 | 10048901340002 | Ladda upp en bild av detta fornminne      |
| Skeda 135:1          | Stensättning   |              | Skeda, Östergötland |       | 58.327296, 15.559338 | 10048901350001 | Ladda upp en bild av detta fornminne      |
| Skeda 138:1          | Stensättning   |              | Skeda, Östergötland |       | 58.352096, 15.527372 | 10048901380001 | Ladda upp en bild av detta fornminne      |
| Skeda 140:1          | Stensättning   |              | Skeda, Östergötland |       | 58.339596, 15.604707 | 10048901400001 | Ladda upp en bild av detta fornminne      |
| Skeda 145:1          | Stensättning   |              | Skeda, Östergötland |       | 58.325084, 15.543348 | 10048901450001 | Ladda upp en bild av detta fornminne      |
| Skeda 149:1          | Stensättning   |              | Skeda, Östergötland |       | 58.327426, 15.531693 | 10048901490001 | Ladda upp en bild av detta fornminne      |
| Skeda 150:1          | Stensättning   |              | Skeda, Östergötland |       | 58.336948, 15.581888 | 10048901500001 | Ladda upp en bild av detta fornminne      |
| Skeda 150:2          | Stensättning   |              | Skeda, Östergötland |       | 58.336818, 15.581754 | 10048901500002 | Ladda upp en bild av detta fornminne      |
| Skeda 150:3          | Stensättning   |              | Skeda, Östergötland |       | 58.336916, 15.581625 | 10048901500003 | Ladda upp en bild av detta fornminne      |
| Skeda 159:1          | Stensättning   |              | Skeda, Östergötland |       | 58.335611, 15.588635 | 10048901590001 | Ladda upp en bild av detta fornminne      |
| Skeda 160:1          | Stensättning   |              | Skeda, Östergötland |       | 58.330243, 15.581968 | 10048901600001 | Ladda upp en bild av detta fornminne      |
| Skeda 160:2          | Stensättning   |              | Skeda, Östergötland |       | 58.330324, 15.582183 | 10048901600002 | Ladda upp en bild av detta fornminne      |